# Neo-tifinagh

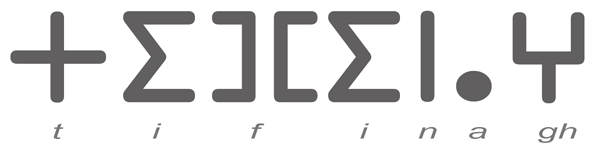
Esempio di tifinagh dell'IRCAM

Col nome di neo-tifinagh ci si riferisce ad una revisione moderna della tradizionale scrittura tifinagh (ⵜⵉⴼⵉⵏⴰⵖ; pronuncia: [tifinaɣ]) dei tuareg, ideata per trascrivere anche altri dialetti berberi.
La scrittura tradizionale dei tuareg, infatti, presenta diversi svantaggi per la trascrizione del berbero. 
- Innanzitutto, è rigorosamente consonantica, non trascrive, cioè, le vocali, il che è un principio che potrebbe adattarsi a lingue come l'arabo o l'ebraico, in cui l'ossatura consonantica delle parole rivela il valore semantico della radice (e quindi l'indicazione delle vocali è spesso superflua), mentre è molto poco pratico per il berbero, in cui molte radici diverse hanno lo stesso consonantismo (e l'indicazione delle vocali diventa quindi indispensabile).
- Inoltre, essendo adatta alla trascrizione del tuareg, non contempla numerosi suoni tipici dei varietà berbere del Nord, in particolare quei suoni che sono stati introdotti insieme a numerosi prestiti arabi (il tuareg è molto meno invaso da questi prestiti).
- Senza contare che la scrittura tifinagh tradizionale è priva di molti elementi indispensabili in una scrittura moderna: un senso di scrittura prestabilito, modi di segnalare la separazione tra le parole, segni di interpunzione, ecc.

Per questi motivi, quando, intorno al 1968 venne fondata a Parigi un'Accademia berbera volta ad elaborare tutti gli strumenti per una rinascita della cultura berbera, uno dei primi impegni che essa si assunse fu quello di creare un sistema nuovo, basato sulle tifinagh ma adatto a scrivere altri dialetti (in particolare il cabilo).
Dopo le neo-tifinagh dell'Accademia berbera, molte altre proposte vennero avanzate, da associazioni e da singoli studiosi, con il risultato, controproducente, di impedire una vera standardizzazione di questi alfabeti.
Con la costituzione, in Marocco, di un Istituto Reale della Cultura Amazigh (IRCAM) e con la scelta, da parte di quest'ultima, dell'alfabeto tifinagh come strumento per l'introduzione del berbero nelle scuole, si è originata un'ultima versione di neo-tifinagh. Questa versione, in quanto elaborazione di un ente statale, ha di fatto spazzato via tutti i sistemi concorrenti, diventando quell'alfabeto unificato che finora non si era mai realizzato.
Su queste basi, gli enti preposti allo sviluppo di Unicode hanno preso le tifinagh dell'IRCAM come riferimento per l'attribuzione di codici Unicode alle lettere di questo alfabeto.

## Tabella dei codici Unicode
L'alfabeto tifinagh è definito con i codici Unicode che vanno da U+2D30 a U+2D7F, a partire dalla versione 4.1.0. In esso vi sono 55 caratteri definiti, ma sono in uso più caratteri di quelli definiti. Nell'ISO 15924, il codice tfng è stato assegnato alle tifinagh.
| Codice | +0 | +1 | +2 | +3 | +4 | +5 | +6 | +7 | +8 | +9 | +A | +B | +C | +D | +E | +F |
| ------ | -- | -- | -- | -- | -- | -- | -- | -- | -- | -- | -- | -- | -- | -- | -- | -- |
| U+2D30 |    |    |    |    |    |    |    |    |    |    |    |    |    |    |    |    |
| U+2D40 |    |    |    |    |    |    |    |    |    |    |    |    |    |    |    |    |
| U+2D50 |    |    |    |    |    |    |    |    |    |    |    |    |    |    |    |    |
| U+2D60 |    |    |    |    |    |    |    |    |    |    |    |    |    |    |    |    |
| U+2D70 |    |    |    |    |    |    |    |    |    |    |    |    |    |    |    |    |

Ecco una tabella comparativa tra i glifi dei caratteri e le rispettive traslitterazioni.
| Colore | Significato                            |
| ------ | -------------------------------------- |
|        | Tifinagh base (IRCAM)                  |
|        | Tifinagh esteso (IRCAM)                |
|        | Altre lettere tifinagh                 |
|        | Lettere tuareg moderne                 |
|        | Questa posizione non deve essere usata |

| Codice | Glifo | Unicode | Traslitterazione | Traslitterazione | Nome                   |
| Codice | Glifo | Unicode | latina           | araba            | Nome                   |
| ------ | ----- | ------- | ---------------- | ---------------- | ---------------------- |
| U+2D30 |       | ⴰ       | a                | ا                | ya                     |
| U+2D31 |       | ⴱ       | b                | ب                | yab                    |
| U+2D32 |       | ⴲ       | bh               | ٻ                | yabh                   |
| U+2D33 |       | ⴳ       | g                | گ                | yag                    |
| U+2D34 |       | ⴴ       | gh               | ڲ                | yagh                   |
| U+2D35 |       | ⴵ       | dj               | ج                | yaj (Académie Berbère) |
| U+2D36 |       | ⴶ       | dj               | ج                | yaj                    |
| U+2D37 |       | ⴷ       | d                | د                | yad                    |
| U+2D38 |       | ⴸ       | ḍ                | ض                | yadh                   |
| U+2D39 |       | ⴹ       | ḍ                | ض                | yadd                   |
| U+2D3A |       | ⴺ       | ḍ                | ض                | yaddh                  |
| U+2D3B |       | ⴻ       | e                | ه                | yey                    |
| U+2D3C |       | ⴼ       | f                | ف                | yaf                    |
| U+2D3D |       | ⴽ       | k                | ک                | yak                    |
| U+2D3E |       | ⴾ       | k                | ک                | yak (Tuareg)           |
| U+2D3F |       | ⴿ       | kh               | خ                | yakhh                  |
| U+2D40 |       | ⵀ       | h b              | ھ ب              | yah = yab (Tuareg)     |
| U+2D41 |       | ⵁ       | h                | ھ                | yah (Académie Berbère) |
| U+2D42 |       | ⵂ       | h                | ھ                | yah (Tuareg)           |
| U+2D43 |       | ⵃ       | ḥ                | ح                | yahh                   |
| U+2D44 |       | ⵄ       | æ (ɛ)            | ع                | yaa                    |
| U+2D45 |       | ⵅ       | kh               | خ                | yakh                   |
| U+2D46 |       | ⵆ       | kh               | خ                | yakh (Tuareg)          |
| U+2D47 |       | ⵇ       | q                | ق                | yaq                    |
| U+2D48 |       | ⵈ       | q                | ق                | yaq (Tuareg)           |
| U+2D49 |       | ⵉ       | i                | ي                | yi                     |
| U+2D4A |       | ⵊ       | j                | ج                | yazh                   |
| U+2D4B |       | ⵋ       | j                | ج                | yazh (Ahaggar)         |
| U+2D4C |       | ⵌ       | j                | ج                | yazh (Tuareg)          |

| Codice | Glifo | Unicode | Traslitterazione | Traslitterazione | Nome                                            |
| Codice | Glifo | Unicode | latina           | araba            | Nome                                            |
| ------ | ----- | ------- | ---------------- | ---------------- | ----------------------------------------------- |
| U+2D4D |       | ⵍ       | l                | ل                | yal                                             |
| U+2D4E |       | ⵎ       | m                | م                | yam                                             |
| U+2D4F |       | ⵏ       | n                | ن                | yan                                             |
| U+2D50 |       | ⵐ       | ny               | ني               | yagn (Tuareg)                                   |
| U+2D51 |       | ⵑ       | ng               | ڭ                | yang (Tuareg)                                   |
| U+2D52 |       | ⵒ       | p                | پ                | yap                                             |
| U+2D53 |       | ⵓ       | u w              | و ۉ              | yu =yaw (Tuareg)                                |
| U+2D54 |       | ⵔ       | r                | ر                | yar                                             |
| U+2D55 |       | ⵕ       | ṛ                | ڕ                | yarr                                            |
| U+2D56 |       | ⵖ       | gh (ɣ)           | غ                | yagh                                            |
| U+2D57 |       | ⵗ       | gh (ɣ)           | غ                | yagh (Tuareg)                                   |
| U+2D58 |       | ⵘ       | gh (ɣ) dj        | غ ج              | yagh (Aïr) =yaj (Adrar)                         |
| U+2D59 |       | ⵙ       | s                | س                | yas                                             |
| U+2D5A |       | ⵚ       | ṣ                | ص                | yass                                            |
| U+2D5B |       | ⵛ       | sh (ʃ)           | ش                | yash                                            |
| U+2D5C |       | ⵜ       | t                | ت                | yat                                             |
| U+2D5D |       | ⵝ       | ṭ                | ط                | yath                                            |
| U+2D5E |       | ⵞ       | ch (tʃ)          | تش               | yach                                            |
| U+2D5F |       | ⵟ       | ṭ                | ط                | yatt                                            |
| U+2D60 |       | ⵠ       | v                | ۋ                | yav                                             |
| U+2D61 |       | ⵡ       | w                | ۉ                | yaw                                             |
| U+2D62 |       | ⵢ       | y                | ي                | yay                                             |
| U+2D63 |       | ⵣ       | z                | ز                | yaz                                             |
| U+2D64 |       | ⵤ       | z                | ز                | yaz (Tawellemet) = yaz ad arpione               |
| U+2D65 |       | ⵥ       | ẓ                | دز               | yazz                                            |
| U+2D6F |       | ⵯ       | +w               | ۥ+               | Segno di labio-velare = Tamatart = <super> 2D61 |

| Codice        | Glifo | Unicode | Traslitterazione | Traslitterazione | Nome |
| Codice        | Glifo | Unicode | latina           | araba            | Nome |
| ------------- | ----- | ------- | ---------------- | ---------------- | ---- |
| U+2D5C U+2D59 |       | ⵜⵙ      | ts               | تس               | yats |
| U+2D37 U+2D63 |       | ⴷⵣ      | dz               | دز               | yadz |

| Codice        | Glifo | Unicode | Traslitterazione | Traslitterazione | Nome  |
| Codice        | Glifo | Unicode | latina           | araba            | Nome  |
| ------------- | ----- | ------- | ---------------- | ---------------- | ----- |
| U+2D5C U+2D5B |       | ⵜⵛ      | ch (tʃ)          | تش               | yach  |
| U+2D37 U+2D4A |       | ⴷⵊ      | dj               | دج               | yadzh |